# Quarta Repubblica (Francia)
La Quarta Repubblica (in francese: Quatrième République), fu la forma di governo repubblicano che si venne a costituire in Francia dopo la seconda guerra mondiale con la stesura della quarta costituzione repubblicana.
Nata il 13 ottobre 1946 con l'approvazione della nuova costituzione, per molti aspetti essa apparve nient'altro che la continuazione della precedente Terza Repubblica in vigore dal 1870 durante la guerra franco-prussiana fino al 1940 durante la seconda guerra mondiale.
La Quarta Repubblica soffrì di numerose problematiche interne ed istituzionali. Nonostante una evidente disfunzione politica, durante la Quarta Repubblica si assistette a un'era di grande crescita economica in Francia ed alla ricostruzione delle istituzioni sociali e dell'industria del Paese in seguito alla devastazione della guerra. Ciò fu ottenuto con l'assistenza economica degli Stati Uniti d'America tramite il Piano Marshall. Si assistette anche all'inizio di un riavvicinamento con lo storico nemico tedesco, rappresentato dalla Germania Ovest, che portò a una rinata cooperazione franco-tedesca, che si evolse ulteriormente nel processo dell'integrazione europea.
Vennero fatti anche alcuni tentativi di rafforzare il potere esecutivo per evitare il ripetersi dell'instabilità politica a cui si assistette prima della seconda guerra mondiale durante la Terza Repubblica. Ciononostante, l'instabilità rimase e la Quarta Repubblica vide frequenti cambi di governo: nei suoi 12 anni di esistenza, si ebbero ben 21 governi della Quarta Repubblica francese. Inoltre, il governo si dimostrò incapace di prendere delle decisioni concrete in merito al processo di decolonizzazione delle rimanenti e numerose colonie francesi.
Dopo una serie di episodi critici, tra cui fra tutti la crisi algerina del 1958, la Quarta Repubblica francese collassò. Il Generale Charles de Gaulle tornò a far parte della scena pubblica per presiedere un governo transitorio che venne incaricato di redigere una nuova costituzione francese. Ciò che ne risultò fu la Costituzione francese del 1958, tuttora in vigore come testo costituzionale della Francia. La Quarta Repubblica venne dunque sciolta il 5 ottobre 1958 in seguito a un referendum popolare che sancì l'inizio della attuale Quinta Repubblica francese, la quale poté godere di una presidenza rafforzata.

## La nascita della Quarta repubblica francese (1944-1954)
Nel 1944, dopo la liberazione della Francia da parte degli Alleati, venne sciolto il governo fantoccio di Vichy. E in seguito ad una richiesta unanime dell'Assemblea consultativa provvisoria, fu proclamato il Governo provvisorio della Repubblica francese (dal francese, Gouvernement provisoire de la République française, o GPRF), sotto la guida del generale Charles De Gaulle.
La popolazione considerava la maggioranza della classe dirigente inadeguata e piena di collaborazionisti, in varia misura con la Germania nazista. Le ideologie politiche del gollismo ed il comunismo, divennero molto popolari.
Dal 1944 al 1946 De Gaulle fu a capo del Governo provvisorio.
Nel mentre si tennero dei negoziati politici circa la nuova costituzione, che sarebbe stata sottoposta a un referendum popolare. De Gaulle si fece tenace promotore di un sistema di governo presidenziale e criticò fortemente la restaurazione del sistema parlamentare, che descriveva in toni dispregiativi come "il sistema dei partiti", in riferimento alla situazione politica della Terza Repubblica (Francia).
De Gaulle rassegnò le dimissioni da Capo di governo provvisorio nel gennaio 1946, e venne sostituito da Félix Gouin della Sezione Francese dell'Internazionale Operaia (in francese Section française de l'Internationale ouvrière, o SFIO).
Alla fine il Partito Comunista Francese (Parti communiste français, o PCF) e la SFIO supportarono la bozza di costituzione, che avrebbe introdotto una forma di governo basata sul monocameralismo. Tuttavia questa bozza venne rigettata dal referendum costituzionale francese del 5 maggio 1946, e ciò comportò lo scioglimento della precedente assemblea provvisoria.
Di conseguenza si tennero le elezioni legislative del 2 giugno 1946, durante le quali il Raggruppamento delle Sinistre Repubblicane (Rassemblement des gauches républicaines), comprendente il Partito radicale (Parti radical), l'Unione Democratica e Socialista della Resistenza (Union démocratique et socialiste de la Résistance) e altri partiti conservatori, tentarono senza successo di porsi in contrapposizione con l'alleanza cristiano-democratica e socialista tra il Movimento Repubblicano Popolare (Mouvement Républicain Populaire o MRP) e i partiti di sinistra del PCF e della SFIO.
In seguito ai risultati elettorali, la nuova Assemblea costituente fu composta da 166 deputati dell'MRP, 153 del PCF e 128 della SFIO, assegnando una maggioranza assoluta per la coalizione del cosiddetto Tripartismo. A prendere il posto di Félix Gouin come Capo del governo provvisorio fu Georges Bidault, deputato dell'MRP.
Venne quindi elaborata una nuova bozza di costituzione, la quale, differentemente dalla precedente, proponeva l'istituzione di un parlamento bicamerale.
Nonostante il cosiddetto "discorso di Bayeux" del Generale de Gaulle, pronunciato il 16 giugno 1946 e nel quale egli rigettò categoricamente la proposta di creare un simile assetto istituzionale, il referendum costituzionale francese del 13 ottobre 1946 approvò la nuova bozza di Costituzione, facendo registrare il 53% delle preferenze a favore del nuovo testo costituzionale, nonostante un considerevole 31% di astenuti.
Di conseguenza, la Costituzione della Repubblica francese del 27 ottobre 1946 entrò in vigore qualche settimana dopo, dando inizio alla Quarta repubblica francese. Il nuovo assetto istituzionale prevedeva che il potere esecutivo sarebbe stato conferito al Presidente del Consiglio (anche detto Primo Ministro). Al Presidente della Repubblica era riservato un ruolo perlopiù simbolico, sebbene rimanesse Capo dell'Esercito francese e sarebbe potuto essere interpellato in ultima istanza come risolutore di particolari conflitti interni.
Primo Presidente divenne nel gennaio 1947 Vincent Auriol. La quarta repubblica si rivelò in poco tempo come una debole forma di governo parlamentare: in dodici anni di durata (1946-1958) vi si susseguirono ben 22 governi differenti, alcuni della durata di pochi mesi. Il sistema politico si reggeva sul Partito Comunista Francese (PCF), la Sezione Francese dell'Internazionale Operaia (SFIO) e il Movimento Repubblicano Popolare, partito moderato di centro. Tutte e tre le forze politiche riscuotevano sostanzialmente uguali percentuali di consenso, non consentendo la creazione di una forza maggioritaria nel paese e favorendo invece la collaborazione tra i due partiti di sinistra in un primo tempo. In seguito, con l'estromissione dei comunisti e la fine della collaborazione dei partiti della resistenza, si venne a creare un polo di centro-sinistra, che puntava a escludere le ali estreme (Terza Forza).
Nell'aprile 1947 fondò il Raggruppamento del Popolo Francese (RPF), che intendeva superare la divisione tradizionale tra le forze della sinistra e della destra e riunire i numerosi seguaci gollisti. Anche se questi ultimi crescevano, lo scenario parlamentare doveva fare i conti con una tenuta del Partito Comunista.
A seguito dell'espulsione dei Comunisti dalla coalizione di governo, la Francia entrò de facto a far parte della guerra fredda schierandosi assieme al blocco occidentale ed in contrapposizione a Stalin, come testimoniato anche dall'assunzione del titolo di membro fondatore della NATO nell'aprile 1949. A partire da questo momento, la Francia assunse una posizione di leader nell'unire gli intenti e le posizioni dei paesi dell'Europa occidentale, lavorando a stretto contatto con Konrad Adenauer della Germania Ovest. Robert Schuman, che fu due volte Primo ministro e diverse volte Ministro delle finanze e Ministro degli affari esteri, fu un personaggio chiave della ricostruzione delle istituzioni dell'Europa del secondo dopoguerra. Cattolico devoto anti-comunista, Schuman guidò la Francia fino a farla divenire membro cruciale delle Comunità europee, del Consiglio d'Europa e dell'Organizzazione del Trattato dell'Atlantico del Nord (o NATO).

## I trenta "gloriosi" anni
Les Trente Glorieuses (in italiano, "I Gloriosi Trenta") è il termine con cui si descrive il periodo di grande prosperità per la Francia tra il 1945 e il 1975. Nel 1944, Charles de Gaulle introdusse una politica economica dirigista, che includeva un sostanziale controllo diretto statale sull'economia capitalistica francese, che fu seguita da un periodo di 30 anni di crescita mai vista prima nel paese.
I danni causati dal secondo conflitto mondiale furono notevoli e vennero anche disattese le aspettative di ricevere consistenti riparazioni di guerra da parte della Germania. Gli Stati Uniti aiutarono a riattivare l'economia francese attraverso il Piano Marshall (1948-1951), col quale vennero forniti $2.3 miliardi di dollari a fondo perduto. La Francia fu il secondo maggior destinatario del Piano Marshall, dopo il Regno Unito. Il totale di tutti i finanziamenti e crediti da parte degli Stati Uniti verso la Francia tra il 1946 e il 1953 ammonta a $4.9 miliardi di dollari. Gli aiuti economici fornirono gli urgenti finanziamenti necessari per la modernizzazione dei sistemi di trasporto, della produzione di energia elettrica e delle industrie di base, in particolare per la produzione di cemento, carbone e acciaio. Il ripristino dell'economia necessitava di una modernizzazione dei sistemi industriali e gestionali francesi, del libero commercio con gli altri paesi e soprattutto del recupero delle relazioni economiche amichevoli con la Germania Ovest.

L'economia francese crebbe rapidamente come le economie dei paesi sviluppati inclusi nel contesto del Piano Marshall, come la Germania Ovest, l'Italia e il Giappone. Questi decenni di prosperità economica combinarono alta produttività con alti salari medi e alti consumi, e furono caratterizzati da un sistema di welfare molto sviluppato. Secondo diversi studi, il potere d'acquisto reale del salario del lavoratore medio francese incrementò del 170% tra il 1950 e il 1975, mentre il consumo privato generale incrementò del 174% nel periodo 1950-1974. Lo standard di vita francese, che era stato fortemente danneggiato da entrambe le Guerre mondiali, divenne uno dei più elevati al mondo. Anche la popolazione divenne molto più urbanizzata; molti dipartimenti rurali vissero un periodo di declino della popolazione residente mentre le grandi aree metropolitane crebbero considerevolmente, in particolare quella di Parigi. Aumentò considerevolmente il possesso di vari beni casalinghi e servizi, mentre i salari della classe operaia francese crebbero significativamente man mano che l'economia divenne sempre più prospera. Come notato dagli storici Jean Blondel e Donald Geoffrey Charlton nel 1974:
Se è ancora il caso che la Francia sia in ritardo sul numero di telefoni, gli alloggi della classe operaia sono migliorati oltre ogni riconoscimento e i vari 'gadget' della società dei consumi, dalla televisione alle automobili, sono ora acquistati dalla classe operaia su una base ancora più avida che in altri paesi dell'Europa occidentale.
Lo shock petrolifero e la conseguente crisi energetica del 1973 rallentarono la crescita economica francese. Di conseguenza, la metà degli anni Settanta ha rappresentato la fine di questo periodo di espansione economica. L'economista francese Thomas Piketty descrive i Trente Glorieuses come un periodo di eccezionale recupero ("catch-up") in seguito alle due guerre mondiali. Piketty cita statistiche che mostrano che la normale crescita economica in paesi benestanti sia attesti intorno ai 1.5-2% su base annuale, mentre in Europa la crescita calò sul 0.5% tra il 1913 e il 1950, per poi recuperare con tassi di crescita del 4% tra il 1950 e il 1970, fino a stabilizzarsi sul 1.5-2% dal 1970 in poi.

## La decolonizzazione
Durante questo periodo ci fu comunque una grossa crescita economica, ma lo scenario interno francese cominciò ad essere interessato dalle conseguenze della decolonizzazione. La Francia deteneva ancora infatti un grande impero coloniale in Africa e in Asia (in Indocina in particolare): in breve tempo la Francia perse i possedimenti indocinesi ed iniziò a fare i conti con la comparsa della guerriglia indipendentista in Algeria. La sconfitta nella guerra di Indocina nel 1954 (con la sconfitta di Dien Bien Phu) inferse un grave colpo alla Quarta Repubblica. Gli accordi di Ginevra del 1954 sancirono la perdita dei possedimenti francesi nell'area. Particolarmente preoccupante appariva la situazione in Algeria, dove il Fronte di Liberazione Nazionale algerino (FLN) era in aperta ribellione contro le autorità francesi, che risposero alla guerriglia algerina con l'inizio di un escalation militare. Nel 1956 il governo di Guy Mollet dovette riconoscere l'indipendenza di Marocco e Tunisia e pochi mesi dopo dovette registrare la scottante umiliazione da parte dell'Egitto durante la crisi di Suez.
La minoranza dei coloni francesi (pieds noirs) era particolarmente ostile all'idea di dover rinunciare all'Algeria. L'opinione pubblica francese d'Algeria mostrò sentimenti di forte ostilità verso il governo francese. Quando il presidente del consiglio designato Pierre Pflimlin fece l'incauta dichiarazione, su un quotidiano locale alsaziano, in cui si dichiarava convinto della necessità di avviare trattative per porre fine alla guerra, una imponente manifestazione patriottica (composta da ultras) fu organizzata ad Algeri (maggio 1958) per chiedere le dimissioni del "traditore" Pflimlin e convocare un "comitato di salute pubblica" insurrezionale nella colonia. La protesta dell'8 maggio si concluse con diversi incidenti e l'assalto al palazzo del governatorato.
I comandi militari prendevano di fatto il possesso della colonia il 13 maggio (il giorno dopo sarebbe entrato in carica il governo Pflimlin). I generali Raoul Salan e Jacques Massu, che guidavano i comitati patriottici, lo stesso 13 maggio chiesero apertamente al presidente francese René Coty (per tramite del capo delle forze armate Paul Ély) che il generale De Gaulle (che rispose due giorni dopo alla chiamata invocando la fine del "regime dei partiti") ottenesse di formare un governo di unione nazionale, in caso contrario essi minacciavano di attuare la marcia su Parigi e porre fine all'istituzione repubblicana. La candidatura del generale De Gaulle venne approvata dal parlamento francese il 29 maggio. De Gaulle era l'ultimo capo del governo eletto della storia francese.

## Fallimento del nuovo sistema parlamentare
L'intenzione degli autori della nuova Costituzione francese fu quello di razionalizzare il sistema parlamentare. I Ministri vennero resi responsabili di fronte all'organo legislativo, l'Assemblea nazionale francese, ma vennero introdotte alcune misure per proteggere il Governo e rinforzare l'autorità del Presidente del Consiglio, essendo egli stesso a capo del Governo. L'obbiettivo fu, dunque, quello di far riconciliare la democrazia parlamentare con una maggior stabilità ministeriale.
Ad esempio, ai sensi della nuova Costituzione, il Primo ministro era posto a capo dell'esecutivo. Il Presidente della Repubblica francese, eletto dall'Assemblea nazionale (camera bassa) e dal Consiglio della Repubblica (camera alta), assumeva un ruolo perlopiù simbolico. La sua principale competenza era quella di proporre il Primo ministro, il quale avrebbe dovuto ottenere il parere favorevole dell'Assemblea nazionale prima di poter formare un nuovo governo. Solamente il Primo ministro poteva indire un voto parlamentare sulla legittimità del governo. Egli era anche l'unico membro dell'esecutivo che avesse il potere di chiedere un voto di fiducia all'Assemblea nazionale, a differenza di quanto avvenisse nella Terza repubblica durante la quale qualsiasi ministro aveva facoltà di richiedere la fiducia parlamentare. Durante la Quarta repubblica, il Governo poteva essere sfiduciato qualora fosse stata raggiunta una maggioranza assoluta tra i membri dell'Assemblea nazionale. Infine, l'Assemblea nazionale poteva essere sciolta in seguito a due crisi ministeriali nell'arco di una stessa legislatura.
Tuttavia, queste disposizioni costituzionali non portarono ai risultati sperati. Nel gennaio 1947, dopo la sua elezione da parte dell'Assemblea nazionale e la nomina dei suoi ministri, il Primo ministro Paul Ramadier (esponente socialista della SFIO), pur non essendo tenuto a farlo, richiese un voto di fiducia parlamentare per accertarsi che l'Assemblea nazionale approvasse la composizione del governo. Questo diede via alla consuetudine della cosiddetta "doppia elezione": una votazione per la nomina del Primo ministro seguita da una votazione per l'approvazione dei Ministri da egli proposti. Tale prassi finì per indebolire l'autorità e la discrezionalità del Primo ministro circa la composizione del governo, dal momento che le sue nomine divenivano oggetto di approvazione o meno da parte dell'Assemblea nazionale. Per questo motivo i governi poterono essere sfiduciati anche con una maggioranza relativa dell'Assemblea, non essendo più necessaria la maggioranza assoluta. Di conseguenza, queste crisi ministeriali non portarono allo scioglimento del Parlamento. Così come la Terza repubblica, anche la Quarta repubblica fu caratterizzata da una forte instabilità ministeriale.
La Quarta repubblica fu anche vittima del contesto politico di quegli anni. La fine dell'alleanza tripartita tra MRP, PCF e SFIO nella primavera del 1947, le dimissioni dei Ministri comunisti, l'opposizione gollista e il nuovo sistema proporzionale non crearono le condizioni necessaria per la tanto ricercata stabilità ministeriale. Le coalizioni di governo furono caratterizzate da un mosaico disordinato di partiti di centrodestra e centrosinistra. Da ultimo, la Quarta repubblica dovette far fronte allo scricchiolamento e successivo collasso del suo impero coloniale.

## Processo di integrazione europea
La creazione della Comunità Europea del Carbone e dell'Acciaio (CECA) venne proposta per la prima volta dal Ministro degli affari esteri della Francia Robert Schuman, e l'economista e politico francese Jean Monnet il 9 maggio 1950 come una possibile via per prevenire ulteriori conflitti tra Francia e Germania. Nonostante fosse stato invitato anche il Regno Unito, il governo laburista guidato dall'allora Primo Ministro Clement Attlee, impegnato nei preparativi per le rielezioni, non partecipò all'iniziativa.
La CECA venne formalmente istituita il 18 aprile 1951 tramite il Trattato di Parigi, firmato da Francia, Italia, Germania Ovest, Belgio, Lussemburgo e Paesi Bassi. L'organizzazione aveva lo scopo di creare un mercato comune tra questi paesi per libera circolazione delle materie del carbone e dell'acciaio. Era inoltre gestita da una Alta Autorità, controllata da organismi rappresentativi dei governi dei Paesi firmatari, dai rappresentanti dei popoli degli Stati membri (scelti dai parlamentari degli Stati membri), e infine da un organo giudiziario indipendente, la Corte di giustizia.
Il Trattato di Parigi del 1951, che istituì la CECA, venne sostituito nel 1957 dal Trattato di Roma, col quale venne istituita la Comunità Economica Europea (CEE). La CEE è stata la precorritrice dell'Unione Europea, creata ufficialmente nel 1993 attraverso il Trattato di Maastricht.

## La crisi algerina e la fine della Quarta repubblica
L'evento che diede il colpo di grazia alla Quarta repubblica fu la Crisi del maggio 1958 (anche nota come il putsch di Algeri o il golpe del 13 maggio). La Francia era ancora una potenza coloniale, sebbene scontri e ribellioni avessero già dato il via a un processo di decolonizzazione. L'Africa occidentale francese, l'Indocina francese e l'Algeria francese continuavano a mandare rappresentanti al Parlamento francese sotto dei sistemi di suffragio limitato nell'Unione francese. L'Algeria in particolare, pur essendo la colonia con il maggior numero di persone che si identificavano come francesi, vide una crescente pressione e spinta popolare verso una separazione dalla Francia metropolitana. La situazione era resa ulteriormente complicata dalla presenza di quei gruppi sociali, come i Pieds-noirs, che desideravano invece rimanere parte dell'impero francese, per cui la guerra d'Algeria (o guerra di indipendenza algerina) assunse dei connotati non solo di movimento separatista e di indipendenza, ma anche quelli di una guerra civile.
Ulteriori complicazioni giunsero quando una sezione dell'Esercito francese si ribellò e supportò apertamente il movimento "Algérie française" per opporsi alla separazione dell'Algeria francese. Nel 1958 scoppiarono proteste e scontri violenti contro il governo francese ad Algeri, ma, a causa di dinamiche tra i partiti politici, non vennero messe in piedi delle iniziative politiche adeguate ed efficaci da parte del governo francese per supportare gli sforzi militari nel porre fine alla ribellione. Era diffusa la sensazione che stesse per accadere un'altra débacle come quella accaduta in Indocina nel 1954 e che il governo avrebbe dato ordini per un'altra ritirata precipitosa e avrebbe sacrificato l'onore francese per una convenienza di tipo politico. Ciò spinse il Generale Jacques Massu alla creazione di un comitato dei coloni francesi per richiedere la formazione di un nuovo governo nazionale guidato dal Generale de Gaulle, considerato un eroe nazionale e che in passato aveva sostenuto una politica militare forte, il nazionalismo e il mantenimento del controllo francese sull'Algeria.
Il Generale Massu, che aveva acquisito notorietà e autorevolezza reprimendo duramente i militanti algerini, dichiarò pubblicamente che l'Esercito francese si sarebbe ribellato apertamente, a meno che de Gaulle non fosse tornato al potere. Massu e alcuni alti generali pianificarono segretamente un piano di conquista di Parigi, con 1.500 paracadutisti pronti a prendere controllo degli aeroporti col supporto delle unità dell'Aeronautica francese. Il piano venne denominato Operazione Resurrezione (dal francese, Opération Résurrection), e sarebbe scattato se De Gaulle non fosse stato nominato a capo del governo dal Parlamento francese, se De Gaulle avesse richiesto assistenza militare per prendere il potere, oppure qualora fosse stato necessario sventare qualsiasi tentativo da parte del Partito Comunista Francese (PCF) di ottenere il potere o impedire il ritorno di De Gaulle. In linea con questo piano, anche alcune divisioni corazzate provenienti da Rambouillet (a circa 44 km da Parigi) si prepararono ad entrare nella capitale. Il 24 maggio 1958, dei paracadutisti francesi dei corpi algerini atterrarono in Corsica, prendendo il controllo dell'isola in un'operazione senza spargimento di sangue denominata Operazione Corsica (dal francese, Opération Corse).
De Gaulle, che aveva annunciato il suo ritiro dalla politica un decennio prima, fece il suo ritorno proprio nel mezzo della crisi, esortando la nazione a sospendere il governo e creare un nuovo sistema costituzionale. Il 29 maggio 1958, la classe politica francese concordò di chiamare De Gaulle per assegnargli il controllo del governo con la carica di Presidente del Consiglio, venendo nominato ufficialmente il 1º giugno 1958. Pertanto, la disponibilità dell'Esercito francese a sostenere un rovesciamento del governo costituzionale fu un importante sviluppo nella politica interna della Francia.
Il 3 giugno 1958 il governo di De Gaulle chiese e ottenne di riformare la Costituzione, elaborandone una nuova che intendeva dar vita a un sistema che sbilanciava il potere esecutivo sul Presidente della Repubblica, compensandolo però con l'attribuzione di altrettanto forti prerogative al Parlamento. Il 5 ottobre 1958, grazie all'apporto decisivo dello stesso De Gaulle, venne approvata la nuova costituzione che trasformava la Francia in una repubblica semipresidenziale. Di conseguenza, il governo di De Gaulle pose fine alla Quarta Repubblica francese (tramite regolare votazione del Parlamento francese), aprendo all'avvio della Quinta Repubblica francese.